# Kallxo
Kallxo је онлајн платформа за пријаву корупције, преваре, сукоба интереса и других сродних случајева злоупотребе службеног положаја, немара и укључујући случајеве ометања права грађана Косова.
Каллко је део Међународне мреже за проверу чињеницаk и Појнтер Института.

## Историја
Kallxo је 2012. године основао Фаик Испахиу као заједнички пројекат Интерњуз Косова, БИРН Косово и Агенције за борбу против корупције, подржан од УНДП-а.